# Stary Suszec
Stary Suszec (niem. Alt Sussetz) – część wsi Suszec w Polsce, położona w województwie śląskim, w powiecie pszczyńskim.
W latach 1975–1998 Stary Suszec administracyjnie należał do województwa katowickiego.

## Historia
Pierwsza odnaleziona wzmianka o Starym Suszcu pochodzi dopiero z 1716 r. Wówczas odnotowano tu kilka gospodarstw chałupniczych. Istnieje przekonanie, że już w XII wieku istniała tu mała osada typu staropolskiego, która następnie upadła i odrodziła się dopiero w XVIII wieku. Jest to przysiółek najbardziej oddalony od centrum wsi.